# Tommy John surgery

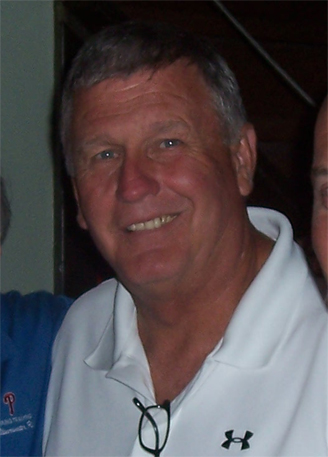
Tommy John, che ha dato il nome alla procedura, nel 2008.

La Tommy John surgery è una procedura chirurgica di medicina sportiva, soprattutto nel gioco del baseball, mediante la quale il legamento collaterale ulnare del gomito mediano viene sostituito con un tendine preso da un'altra parte del corpo o da un donatore esterno. Deve il suo nome al primo paziente a cui l'operazione fu praticata, il lanciatore dei Los Angeles Dodgers Tommy John, che vi fu sottoposto nel 1974 dall'équipe del chirurgo Frank Jobe.

## Cause e procedura
Molti studi hanno esaminato i motivi della crescita esponenziale della procedura negli ultimi anni, e pur senza evidenze conclusive, gli esperti hanno individuato due principali fattori di rischio:
- Lo stress a cui il gomito dei lanciatori viene sottoposto fin dalla giovane età. I giovani lanciatori sono seguiti da scout di importanti università e squadre MLB fin dalle scuole superiori, e ad ogni occasione devono lanciare con tutta la forza che hanno per superare la "prova della pistola laser", mostrare cioè una velocità del loro lancio primario, la "palla veloce", che convinca gli osservatori a considerarli per future visite;
- La cattiva meccanica di lancio. Un numero sempre crescente di lanciatori effettua il lancio con il gomito sopra l'altezza della spalla prima di portare la palla, con un movimento di torsione, verso il punto di rilascio, con un angolo a volte superiore ai 90 gradi rispetto all'allineamento delle spalle, causando una sollecitazione altissima al gomito.

Quali siano le cause dell'infortunio, la parte del gomito che ne risente maggiormente è il legamento collaterale ulnare (o legamento laterale interno) della giunzione del gomito, formato da fibre che dall'epicondilo mediale dell'omero si allargano a ventaglio per inserirsi sul margine mediale dell'incisura trocleare dell'ulna.
L'operazione viene quindi eseguita aprendo il gomito del paziente e praticando dei fori nell'ulna e nell'omero. Attraverso quest fori viene fatto passare il nuovo tendine, preso da altre parti del corpo del paziente, quali il tendine del palmare lungo o dal tendine rotuleo, o prelevato da cadavere.

## Prognosi e percentuale di successo
Per i lanciatori la prognosi di rientro in campo è fissata tra i 12 e i 15 mesi, con i tempi che si stanno avvicinando sempre più al periodo di tempo minore, grazie al continuo miglioramento della procedura. Per gli altri giocatori, soprattutto i ricevitori, sottoposti a stress del gomito per i continui lanci, spesso verso la seconda base, i tempi di recupero sono dimezzati.
Gli studi condotti in MLB sui giocatori rientrati dall'operazione hanno mostrato una percentuale elevatissima di successo della procedura, con l'83% dei lanciatori in grado di tornare nel roster della prima squadra a tempo pieno e il 97% in grado di tornare almeno a un livello agonistico elevato. Per quanto riguarda la velocità dei lanci, non sembrano esserci correlazioni tra la procedura e la pistola laser, né in senso negativo né positivo.
Un preoccupante sviluppo degli ultimi anni è piuttosto il fatto che alcuni lanciatori siano dovuti ricorrere a una seconda operazione, quando in precedenza si considerava che un solo intervento avrebbe risolto i problemi. Nate Eovaldi, Brandon Beachy, Jarrod Parker, Joel Hanrahan, Cory Luebke, Daniel Hudson, Shohei Ohtani sono i casi più recenti di questo preoccupante trend.